# BF Horster-Eck Essen 1959
Die Billardfreunde Horster-Eck Essen 1959 sind ein Billardverein (Karambolage) der im Jahr 1959 in der Gaststätte „Horster Eck“ gegründet wurde und in der Saison 1959/60 in der 2. Kreisklasse Essen startete. Heute ist der Verein mit zehn Meisterschaften in der Bundesliga Rekordmeister.

## Geschichte
Nach der Gründung und dem 10. Platz in der 2. Kreisklasse, schafften sie es in der nächsten Saison auf den 6. Platz. Nachdem die Gaststätte Horster-Eck verpachtet wurde, ruhte der Meisterschaftsspielbetrieb für drei Jahre. Im August 1968 übernahmen Hans-Dieter Waletzeck und seine Frau Mechthild die Gaststätte. Sie hatten maßgeblichen Anteil am Aufbau des Vereins. In der Saison 1973/74 wurde der Verein Meister in der Kreisliga und stieg in die Landesliga auf. Die Dreiband-Oberliga wurde auf Landesebene in der Saison 1980/81 erreicht. Den bis dahin größten Erfolg erreichte der Verein in der Saison 1982/83 durch den Aufstieg in die 2. Bundesliga, die in zwei Gruppen zu je 8 Mannschaften ausgetragen wurde. Die BF Horster Eck belegten in der Endtabelle den 4. Platz. In der folgenden Saison wurde der Verein Sieger der Gruppe 2 und stieg in folgender Besetzung in die 1. Bundesliga auf:
- Freie Partie: Ulrich Espenhain, Udo Sievers
- Einband: Uwe van den Berg
- Cadre 47/2: Dirk Rosteck
- Dreiband: Horst Hamann, Dieter Stax

Bereits nach einer Saison stieg man jedoch wieder ab. In der Saison 1983/84, als Horster Eck Fünfter der Gruppe 1 in der 2. Liga wurde, kam erstmals das 15-jährige Nachwuchstalent Martin Horn zum Einsatz.
Durch das Vereinsmitglied Fred Daus, der sich immer mehr als Sponsor des Vereins entpuppte, war es in der nächsten Saison möglich sich entscheidend zu verstärken. Mit Fonsy Grethen wurde ein Weltklassespieler verpflichtet. Das Resultat war der Wiederaufstieg in die 1. Liga. Zur Saison 1987/88 kam es durch weitere hochgradige Verpflichtungen zur ersten Deutschen Meisterschaft. Die Meisterbesetzung lautete:
- Freie Partie: Klaus Kreutz (Ersatz Martin Horn)
- Cadre 47/2: Thomas Wildförster
- Cadre 71/2: Fonsy Grethen
- Einband: Norbert Ohagen (u. a. Deutscher Meister Einband)
- Dreiband: Laurent Boulanger und Christian Rudolph

In den vier folgenden Jahren von 1989 bis 1992 konnte Horster-Eck den Titel verteidigen und stellte diverse Bundesligarekorde auf. Auch wurden weitere Topspieler verpflichtet. So spielten für zwei Jahre der beste Allroundspieler der Welt Frédéric Caudron, der mehrfache Europa- und Deutscher Meister Fabian Blondeel aus Bochum und die deutschen Dreiband-Meister Jürgen Kühl und Stefan Galla für die Essener. Trotz aller Erfolge zogen sich die BF Horster-Eck nach der Saison 1993/94 aus der Bundesliga zurück.
In der Saison 1995/96 wurde die Bundesliga auf eine reine Dreibandliga umgestellt. Da war Horster-Eck auch wieder vertreten und wurde auf Anhieb wieder Meister mit der Aufstellung:
- Martin Horn
- Christian Rudolph
- Fonsy Grethen
- Arno Figge

Den Titel holte die Mannschaft noch weitere vier Mal (1999, 2000, 2011 und 2012) und ist damit Bundesligarekordmeister.
Zur Saison 2012/13 fiel Fred Daus als Sponsor des Vereins aus und damit zog sich der Verein wieder aus der 1. Bundesliga zurück. Die beiden Spitzenspieler Torbjörn Blomdahl und Martin Horn wechseln zum Bundesliga-Aufsteiger Bergisch-Gladbacher BC 1926, außerdem kehrte der dreifache Junioren-Weltmeister Kim Haeng-jik zum Ende der Saison in sein Heimatland Südkorea zurück, um dort seinen Wehrdienst abzuleisten. Damit verliert der Verein drei seiner Spitzenspieler.
Durch den Gewinn mehrerer Deutscher Pokalmannschaftsmeisterschaften war der Verein mehrmals für den Europapokal (Coupe d’Europe) qualifiziert. In der Saison 1993/94 wurde dieser Pokal, der in Duisburg ausgetragen wurde, auch gewonnen. Für die Saison wurde dafür der japanische mehrmalige Dreiband-Weltmeister Nobuaki Kobayashi verpflichtet. Damit war Horster Eck für das nächste Jahr Ausrichter des Turniers. Die Endrunde wurde drei Mal nacheinander im Steeler Stadtgarten mit großem Erfolg ausgerichtet, zweimal gewannen die BF Horster Eck den Pokal dort auch.
Anmerkungen

## Erfolge
Genannt sind hier nur Mannschaftserfolge, keine Einzelspielererfolge.
- Deutscher Bundesliga-Meister – (10 ×): 1988–1992, 1996, 1999–2000, 2011–2012
- Deutsche Pokalmannschaftsmeisterschaft – (11 ×): 1988–1990, 1992, 1994, 1996, 1999–2001, 2010–2011
- Coupe d’Europe: 1994, 1996, 1997

## Coupe d’Europe 1995
Nachdem die Essener 1994 den Coupe d’Europe in Duisburg gewonnen hatten, waren sie traditionell, im folgenden Jahr Ausrichter des Turniers. Gegner im Finale war der schwedische Club B.K. Borgen, die das Turnier dann auch gewannen.